# Лавров, Леонид Алексеевич
Леонид Алексеевич Лавров (11 ноября 1906, Казань — 13 сентября 1943, Москва) — русский поэт и переводчик.

## Биография
Учился в ВЛХИ, затем на филологическом факультете МГУ. С 1928 примыкал к поэтической группе конструктивистов. Дебютировал в печати в 1926 году.
Выпустил книги стихов «Уплотнение жизни. Стихи 1927—1929» (1931) и «Золотое сечение» (1933).
В марте 1935 года приговорён к трём годам исправительно-трудовых лагерей «за участие в контрреволюционной группе» (по одному делу с Ярославом Смеляковым).
Третий сборник «Лето» был рекомендован к публикации Александром Фадеевым, отмечавшим во внутренней рецензии, что «Л. Лавров — поэт, несомненно, одаренный, со своим индивидуальным видением мира», хотя и требовавшим изъять из рукописи «поэму „Вступление“ (она слишком физиологична, автор видит только вещи и физиологические проявления жизни)» и «несколько „городских“ стихов, сделанных под влиянием Заболоцкого и (как всякие „городские“ стихи) заставляющих предполагать издевку и двусмысленность»; сборник, однако, не вышел в 1941 г. из-за начала Великой Отечественной войны (издан в 2011 году по авторской машинописи, сохранившейся в архиве Валентина Португалова; в приложении опубликованы и более поздние стихотворения).
Переводил стихи с языков народов СССР.
Как негодный к военной службе, во время войны был в эвакуации, затем вернулся в Москву. Умер в 1943 году от туберкулёза.
В 1966 году был опубликован сборник «Из трёх книг».
В первых двух книгах Лаврова центральное место занимали поэмы — особенно наиболее ранняя поэма «НОБУЖ» («Наука об Уплотнении Жизни», 1929). Просодическая раскрепощённость (вызывающая у современного специалиста И. Роднянской ассоциацию с Велимиром Хлебниковым) сочеталась в них с остротой лирико-философского посыла.

## Книги
- Уплотнение жизни: Стихи 1927—1929. — М.: Федерация, 1931. — 96 с.
- Золотое сечение. — М.: Советская литература, 1933. — 88 с.
- Из трёх книг: Стихи / Сост. и автор вступ. ст. Н. Асанов. — М.: Советский писатель, 1966. — 152 с.
- Лето / Предисл. В. Португалова. — М.: Летний сад, 2011. — 112 с. — (Из архива В. В. Португалова). — ISBN 978-5-98856-122-4.